# Max Schwenger
Max Schwenger (* 28. April 1992 in Neustadt an der Aisch) ist ein deutscher Badmintonspieler.

## Karriere
Max Schwenger gewann mehrere nationale Nachwuchstitel in Deutschland, ehe er sowohl bei der Juniorenweltmeisterschaft 2010 als auch bei der Junioreneuropameisterschaft 2011 Bronze im Mixed erkämpfen konnte. 2012 wurde er Dritter bei den nationalen Titelkämpfen im Herrendoppel. Im gleichen Jahr belegte er auch Rang zwei bei den French International. Seit 2011 spielt er für den TV Refrath in der 1. Bundesliga. Im Januar 2016 beendete Schwenger seine Karriere, nachdem er im Mai 2015 an der Hüfte operiert und ein Comeback aus gesundheitlichen Gründen gescheitert war.

## Sportliche Erfolge
| Saison    | Veranstaltung                         | Disziplin    | Platz | Name |
| --------- | ------------------------------------- | ------------ | ----- | --- |
| 2005/2006 | Deutsche Mannschaftsmeisterschaft U15 | Mannschaft   | 1     | TSV Lauf (Benedikt Behringer, Max Schwenger, Sebastian Plaum, Andreas Pistorius, Daniel Fricke, Celina Lißel, Isabel Herttrich) |
| 2006/2007 | Deutsche Mannschaftsmeisterschaft U15 | Mannschaft   | 1     | TSV Lauf (Benedikt Knadler, Max Schwenger, Sebastian Plaum, Fabian Holzer, Katharina Krassa, Lisa Niepelt, Isabel Herttrich)    |
| 2006/2007 | Deutsche Einzelmeisterschaft U15      | Mixed        | 1     | Max Schwenger / Isabel Herttrich (TSV Lauf)                                                                                     |
| 2010      | Juniorenweltmeisterschaft             | Mixed        | 3     | Max Schwenger / Isabel Herttrich                                                                                                |
| 2011      | Junioreneuropameisterschaft           | Mixed        | 3     | Max Schwenger / Isabel Herttrich                                                                                                |
| 2011      | Junioreneuropameisterschaft           | Herrendoppel | 2     | Max Schwenger / Fabian Holzer                                                                                                   |
| 2012      | French International                  | Herrendoppel | 2     | Max Schwenger / Andreas Heinz                                                                                                   |
| 2012      | French International                  | Mixed        | 3     | Max Schwenger / Isabel Herttrich                                                                                                |
| 2012      | Deutsche Meisterschaft                | Herrendoppel | 3     | Max Schwenger / Andreas Heinz                                                                                                   |
| 2014      | Brazil Grand Prix                     | Herrendoppel | 1     | Max Schwenger / Josche Zurwonne                                                                                                 |
| 2014      | Brazil Grand Prix                     | Mixed        | 1     | Max Schwenger / Carla Nelte |
| 2015      | Deutsche Meisterschaft                | Herrendoppel | 1     | Max Schwenger / Josche Zurwonne                                                                                                 |